# 忍者神龟2：并肩作战
《忍者神龟2：并肩作战》（英語：Teenage Mutant Ninja Turtles 2: Battle Nexus）是由日本游戏公司科乐美开发并于2004年发行的一款电视游戏。Game Boy Advance（GBA）的版本玩法更多的是一种以横版拍摄视角视觉的动作游戏。游戏是以2003年电视动画为原型的游戏《忍者神龟》之续作。
游戏提供了细胞着色制图法，四人游戏选项和作为一个能够单独解锁的《忍者神龟》经典街机游戏。达·芬奇（李奥纳多）、多纳泰罗、拉斐尔，和米开朗基罗四个主角是从一开始便可以选择，而卡拉（凯莉）、Slashuur（游戏公司虚构角色，动画故事里并没有），斯普林特和凯西·琼斯则必须通过游戏故事后期的解锁方可得到。